# Garueña
Garueña es una localidad española del municipio leonés de Riello, en la comunidad autónoma de Castilla y León. Pertenece a la comarca de Omaña y forma parte del partido judicial de León. Por el casco del pueblo discurre un pequeño arroyo, proveniente del término de Sosas del Cumbral, tributario del río Omaña.

## Historia
La tradición oral ha transmitido una leyenda que vincula los orígenes del pueblo con el paso por la zona del Apóstol Santiago el Mayor a lomos de su caballo, el cual dejó la huella de su herradura en una roca, ubicada en la denominada "Peña de la Patada". Esta leyenda es muy recurrente y tiene gran difusión por numerosas localidades españolas. Estas huellas han sido conocidas, desde muy antiguo, por los pastores, cazadores y campesinos que habitaban aquellos valles, pero, antiguamente, nadie conocía su verdadero origen. En siglos pasados y como consecuencia de la invención de la leyenda de la aparición milagrosa, en la batalla de Clavijo, de Santiago Matamoros, fueron atribuidas por la gente de la comarca a marcas de pisadas dejadas por el paso del caballo del Apóstol Santiago. Sin duda, a este ciclo legendario hay que vincular la advocación de la iglesia parroquial de Garueña, que no es otra que la Traslación del Apóstol Santiago. La aparición de marcas sobre lajas de roca que tuviesen un vago parecido a la impronta dejada por la pezuña de un caballo, es decir de tipos semilunares, redondeados u ovalados, iniciará un proceso acumulativo, favorecido por el carácter fervorosamente cristiano, la credulidad milagrera y la mentalidad mágica de la sociedad rural medieval. Todo ello contribuiría a la formación de esta leyenda.

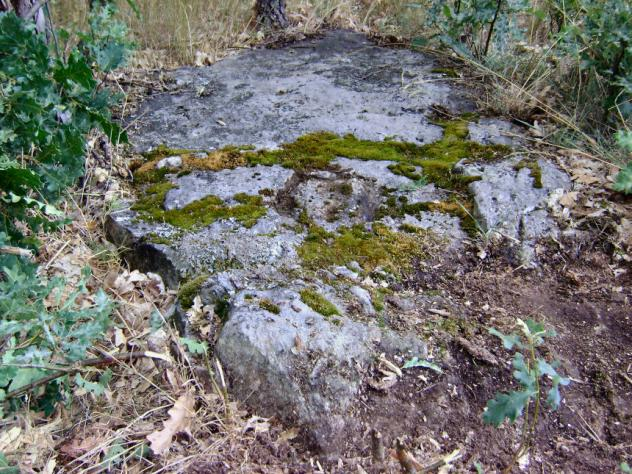
Peña de la Patada (2011)

En el censo de población de las provincias y Corona de Castilla del año 1591, se hace mención a la aldea de Santiago de Garueña, donde se constata la existencia de una pila bautismal (sinónimo de iglesia en la época), comprendida dentro del arciprestazgo de Omaña, el arcedianazgo de Babia y el obispado de Oviedo. 
La iglesia parroquial de Garueña bien puede datar de la primera mitad del siglo XVIII, pues ya se encuentran referencias de 1746 en los libros parroquiales (conservados en el Archivo Histórico Diocesano de León) acerca de la misma y en especial de la "Capilla del glorioso San Antonio de Padua", propiedad en origen de la familia Sabugo y transferida a finales de dicha centuria a la familia Valcarce (con motivo de la unión matrimonial entre miembros de ambas familias). En dicha capilla privada fue sepultado Fernando de Sabugo y Quiñones, un hidalgo garueñés que falleció en 1747 y que poseía tal privilegio seguramente por haber colaborado económicamente con la construcción del templo parroquial. El último hombre enterrado en dicha capilla sería Manuel Antonio María Valcarce Sabugo, fallecido en 1847. Posteriormente, en torno a 1850 sería construido el cementerio de la localidad y quedarían prohibidos los enterramientos en el interior de la iglesia.
El Catastro del marqués de Ensenada, elaborado en 1752, deja gran cantidad de información acerca de Garueña en dicha época. Se cita a la localidad como enclavada dentro del concejo de Omaña, estando bajo la jurisdicción del señor conde de Luna, que percibía 76 maravedíes anuales de los vecinos de Garueña, por razón de los tributos del Yantar y el Millar. Los cultivos que se llevaban a cabo en su término están registrados claramente: tierras trigales que alternaban un año trigo y otro lino; tierras centenales que dan fruto un año y descansan otro; prados cercados regados por el arroyo, que producen hierba sin intermisión en Primavera y Otoño (segándose el primer pelo a guadaña y dejando el segundo para el pasto de los ganados); prados abiertos con poco riego, que las nieves y lluvias invernales fructifican; praderas que producen un año y descansan otro; tierras incultas por desidia y naturaleza; montes dehesa poblados de robles, cuyas maderas tenía el concejo acotadas y reservadas para las fábricas de las casas, la construcción de puentes, cierros de heredades y puertos del río; y pequeños huertos cercados para el cultivo de verduras, regados a mano. Del mismo modo, consta que había un total de cinco molinos harineros en la localidad. Todos ellos consistentes en el arroyo que atraviesa el pueblo. Tenían una rueda de moler cada uno y su aprovechamiento duraba ocho meses al año (los cuatro meses de verano el arroyo baja seco). Eran los siguientes: el molino de abajo (propio de Santiago González menor), el molino nuevo (propio de Francisco Bardón), el molino próximo a la iglesia (propio de Mateo Suárez), el molino del Pisón (propio de Pedro Melcón) y el molino del Franco (propiedad de Santiago González mayor). Así mismo, se alude a la existencia de una fragua, propia de Cruz Fernández, considerado como herrero de obra gruesa. Estaba en funcionamiento unos pocos meses al año. Las ganancias que rentaba este taller eran de cien reales anuales. También se registran ocho pies de colmenas, propias de dos viudas de la localidad llamadas Francisca Bardón y Catalina Manilla. El pueblo se componía en 1752 de un total de 26 vecinos, que habitaban en 23 viviendas. También había una taberna que era abastecida por los propios habitantes.
Según el Diccionario geográfico y estadístico de España y Portugal de Sebastián Miñano, año 1826:

GARUEÑA: L. S. de España, provincia y part. de Leon, concejo de Omaña. A. O., 32 vecinos, 141 habitantes, 1 parr. Situado á la margen derecha de un riachuelo que desagua en el rio de Luna, en terreno montuoso, lindando con término de Sosas, Cornombre, Manzaneda y Sabugo. Produce centeno, pastos y ganados. Dista 10 leguas de la capital. Contribuye con el concejo.
(Miñano, 1826, p. 288)

Según el Diccionario geográfico-estadístico-histórico de España y sus posesiones de Ultramar de Pascual Madoz, año 1847:

GARUEÑA: l. en la prov. de Leon (6 leg.), part. jud. de Murias de Paredes (2 1/2 leguas), dióc. de Oviedo, vicaria de San Millan, arciprestazgo de Omaña, aud. terr. y c. g. de Valladolid, ayunt. de Soto y Amio. sit. en un valle, con una altura al E. y otra al O. que le resguardan de los vientos de estos puntos; su clima es bastante sano, pues no se padecen mas enfermedades comunes que algunos dolores de costado. Tiene unas 16 casas, igl. parr. (La Traslacion del Apóstol Santiago), servida por un cura de ingreso y patronato laical; y buenas aguas potables. Confina N. Sosas del Cumbral; E. Villa de Pan, y O. Manzaneda á 1/2 leg. los dos primeros, y a 1/4 los últimos. El terreno es de mediana calidad, y le fertilizan las aguas de un arroyo que baja de Sosas. Hay montes de roble, y prados naturales. Los caminos dirigen á los pueblos limítrofes; recibe la correspondencia de Riello. prod.: centeno, patatas, lino, y pastos; cria ganado vacuno, lanar, cabrio y algun caballar, caza de perdices, liebres y corzos, y pesca de truchas. pobl.: 12 vec., 80 alm. contr. con el ayunt.
(Madoz, 1847, pp. 319-320)

En Geografía General de España: Diccionario general de todos los pueblos (1862) aparece listada «Garueña», como una aldea de 90 habitantes.
En 1877 se encuentran referencias a una escuela de primeras letras en Garueña, dotada con unas 62 pesetas anuales. En 1912 se realiza un informe que alude a las deficientes condiciones del local donde se impartían las clases, motivo por el cual se clausuró el mismo en 1922 durante un breve periodo de tiempo. Se puede asegurar que, en épocas anteriores al establecimiento de la escuela en la localidad, prácticamente la gran mayoría de los vecinos no sabían ni leer ni escribir.
Un recorte de periódico perteneciente al diario El Mensajero Leonés hace alusión a un gran incendio en el pueblo en el mes de mayo de 1904: "hace días se declaró en el pueblo de Garueña, Ayuntamiento de Vegarienza, un voraz incendio que redujo a cenizas cuatro casas y el mobiliario de las mismas".